# Eumenophorus
Eumenophorus là một chi nhện trong họ Theraphosidae.

## Các loài
Chi này gồm các loài:
- Eumenophorus clementsi Pocock, 1897
- Eumenophorus murphyorum Smith, 1990
- Eumenophorus stridulantissimus (Strand, 1907)